# Lingental

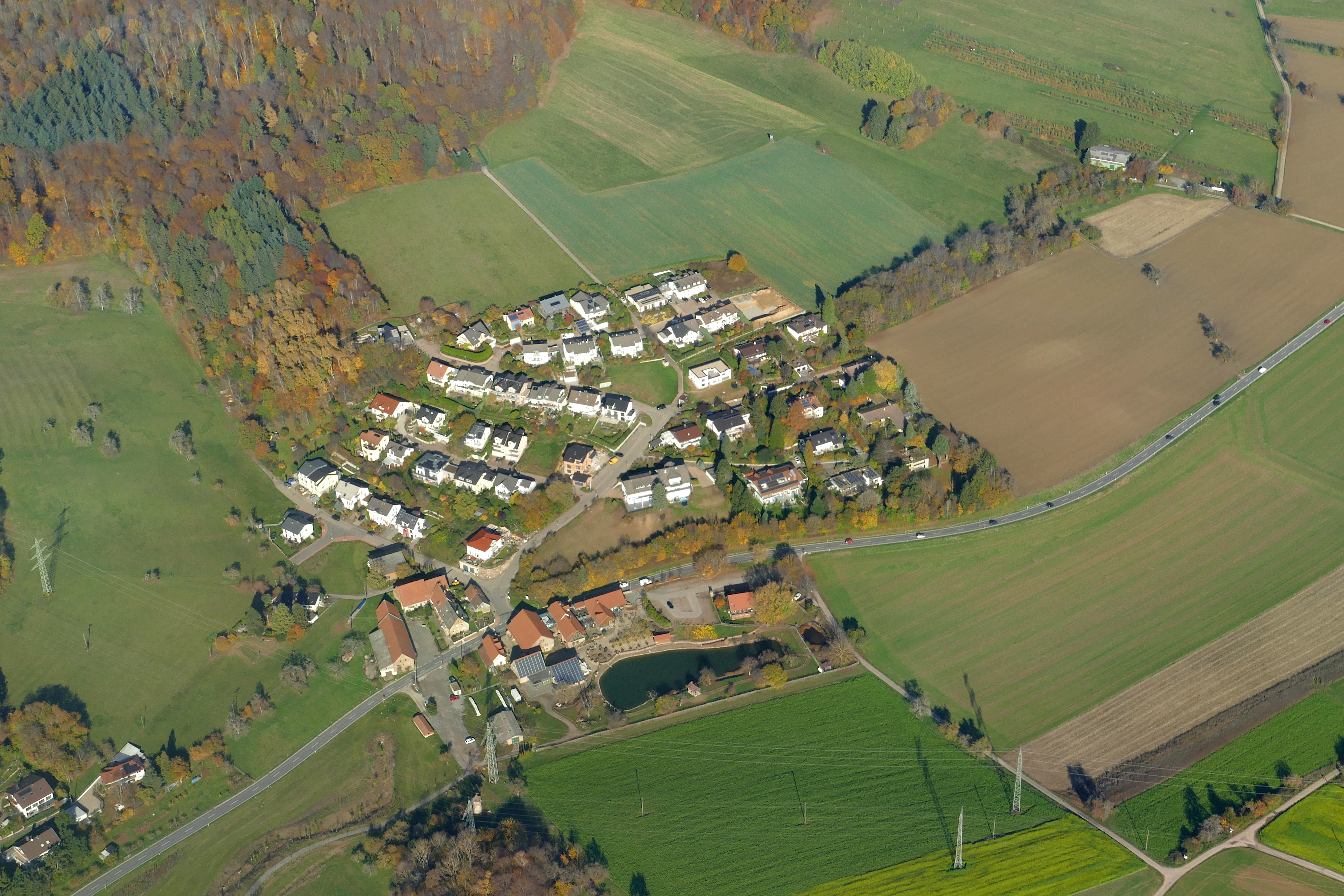
Luftbild von Lingental

Lingental ist ein zur Stadt Leimen im Rhein-Neckar-Kreis in Baden-Württemberg zählender Weiler, der auf ein historisches Landgut zurückgeht.

## Geografie
Lingental liegt etwa zwei Kilometer östlich von Leimen auf dem südlichen Ausläufer des Königstuhls.

## Geschichte
Eine Besiedlung des Ortes in römischer Zeit ist aufgrund des 1884 gefundenen Grabsteins des Mogetius wahrscheinlich.
Der heutige, im Jahr 1312 erstmals als Langenthal erwähnte Ort bestand zunächst nur aus dem historischen Landgut Lingentaler Hof, das im Jahr 1683 Flächen von 202 Morgen Acker und 44 Morgen Wald umfasste und als Erbbestand vergeben wurde. Das Hofgut zählte zunächst zur Zentgemeinde Gaiberg und lag zum Teil auf dem Zentgebiet der Meckesheimer Zent, deren Grenze durch das Landgut verlief. Nach den Kriegen des 17. Jahrhunderts ließen sich viele Schweizer Einwanderer in der Kurpfalz nieder. Für 1701 ist ein Schweizer Kuhhirt aus der Gegend um Zürich in Lingental belegt. Erbbeständer des Hofguts zu jener Zeit war die Familie Zuber, die aus Steffisburg bei Bern in die Kurpfalz gekommen war.
Ab 1771 wurde Lingental von Ochsenbach mitverwaltet. 1797 kam der Weiler zu Ochsenbach, vorerst wurden noch getrennte Rechnungen geführt. Im Landgut wurden Tierhaltung, Obst- und Ackerbau betrieben. Im Seidenprivileg von Kurfürst Karl Theodor von 1777 wurde zudem festgelegt, dass dem Lingentaler Hof bis 1810 jährlich fünf Maulbeerbäume zur Seidenraupenzucht zugebilligt wurden.

Trafostation in Lingental westlich des Landguts

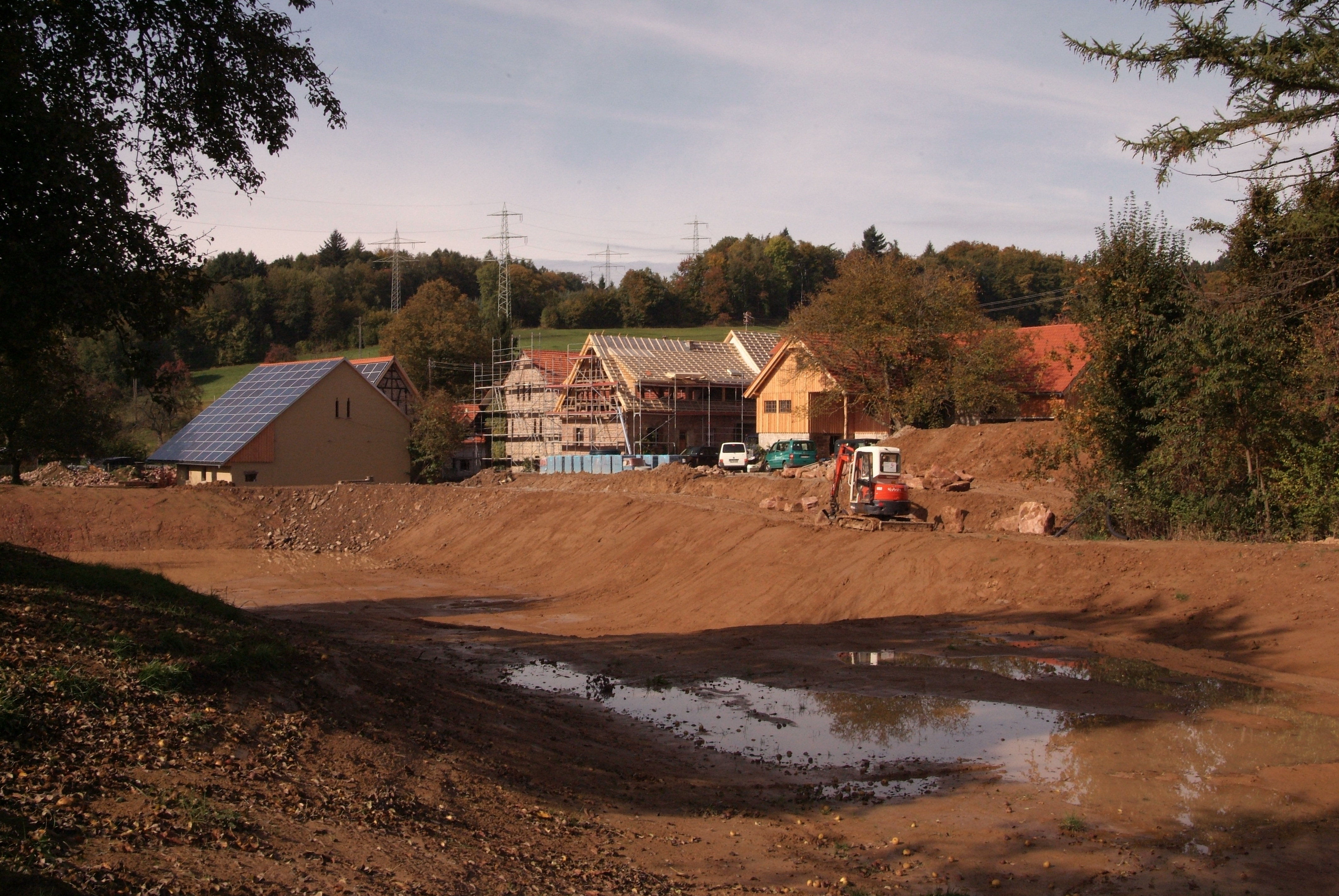
Bauarbeiten im Landgut Lingental im Oktober 2012, kurz nach Aushub des Sees

Ab 1818 befand sich das Landgut Lingentaler Hof im Besitz des Rechtshistorikers Karl Salomo Zachariae. Er und sein Sohn Karl Eduard Zachariae nannten sich nach ihrer Erhebung in den Adelsstand 1843 von Lingenthal. In seiner Autobiografie beschrieb Zachariae das Landgut als „ein von den Wohnungen der Menschen abgeschiedenes Sorgenfrei“.
1874 wurde geplant, den Verbindungsweg von Leimen nach Lingental auszubauen, was dann 1881 begonnen wurde und 1885 noch nicht abgeschlossen war. 1934 wurden die Bewohner des Hofes, die ihr Begräbnis traditionell in Leimen hatten, aufgefordert, sich an den Friedhofskosten zu beteiligen. Am 1. April 1937 kamen Lingental anlässlich der Auflösung der Gemeinde Ochsenbach zu Leimen und der Gemeindehauptort Ochsenbach zur Gemeinde Gauangelloch. Diese wurde am 1. Oktober 1973 nach Leimen eingemeindet.
Im Lauf der Zeit hat sich der Name mehrfach geändert. Bei der Ersterwähnung 1312 schrieb man Langenthal, ab dem 17. Jahrhundert war vom Lingenthaler Hof oder vom Lingenthalerhof die Rede. Zachariae bezeichnete das Anwesen im 19. Jahrhundert schließlich als Landgut. Die Bezeichnung Lingentaler Hof hat sich heute noch im Namen der Durchgangsstraße erhalten, während der Ort seit der Siedlungsausdehnung in der zweiten Hälfte des 20. Jahrhunderts nur noch Lingental genannt wird.
Nachdem der Ort bis weit ins 20. Jahrhundert lediglich aus zwei Hofanlagen bestanden hatte, wurde nordöstlich davon 1962 ein Hotel eröffnet und ab 1965 noch ein kleines Wohngebiet erschlossen. Bis in die 1980er Jahre war das Hofgut einer der drei landwirtschaftlichen Betriebe Lingentals, danach diente es zu Wohn- und verschiedenen Gewerbezwecken und wurde über Jahre nur noch notdürftig unterhalten, bevor es von Frühjahr 2012 bis Herbst 2013 umfangreich saniert und für gewerbliche und gastronomische Nutzung hergerichtet wurde. Auf dem Gutsgelände, das man für die Anlage von Parkplätzen und Biergarten komplett neu terrassiert hat, wurde auch ein großer künstlicher See als Wasserbiotop und Löschwasserteich angelegt, der von Spazierwegen umzogen wird.

## Verkehr
Der Ort wird von der L 600 von Leimen nach Gaiberg durchquert.
Straßen in Lingental:
- Akazienweg
- Kastanienweg
- Haselnußweg
- Schlehenweg
- Vogelbeerenweg
- Mangolienweg 
- Hainbuchenweg

## Sehenswürdigkeiten

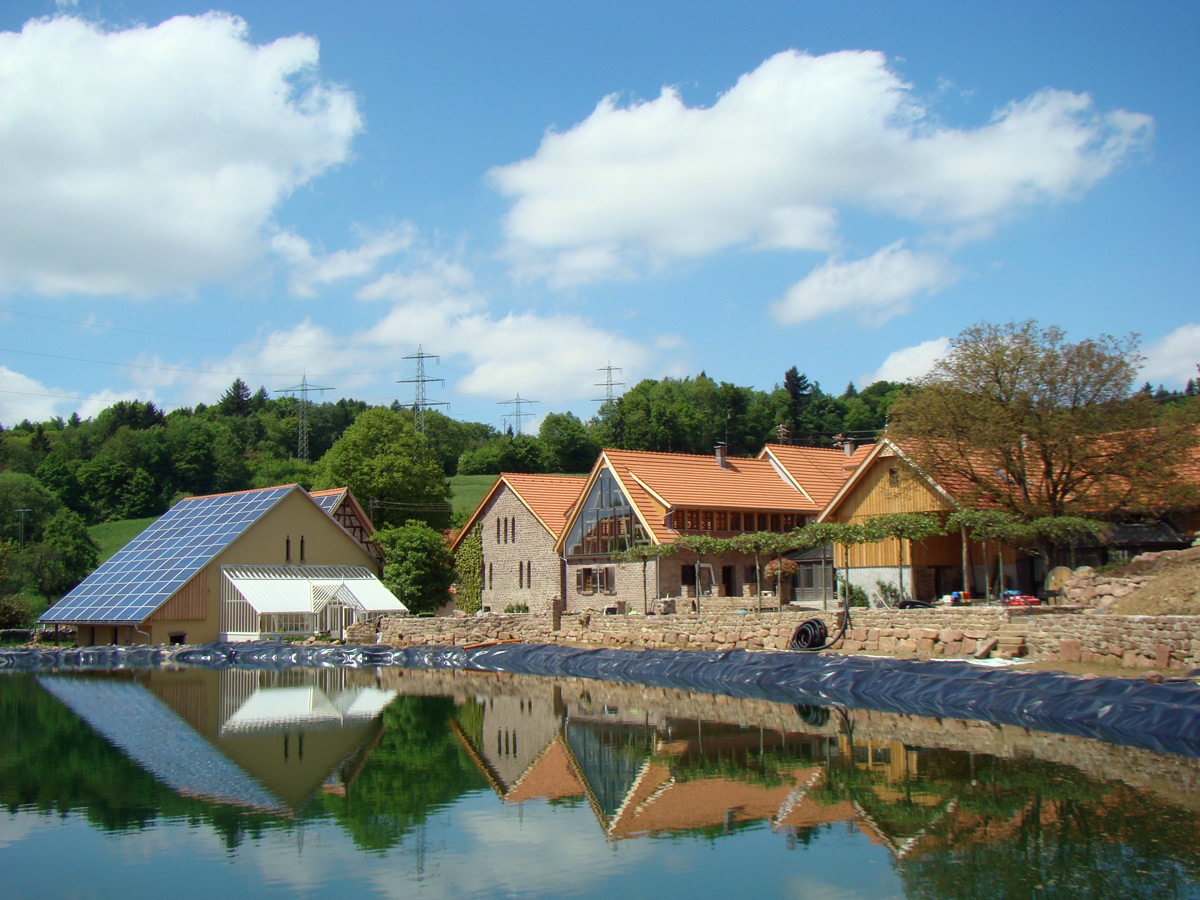
Die Hauptgebäude des Landguts Lingental

Das 1,3 Hektar Grundfläche umfassende Landgut Lingental ist das historische Kerngut des Ortes. Die Bauten aus regionaltypischem rotem Sandstein gehen zum Teil noch auf die Zeit des Dreißigjährigen Krieges zurück. Das Ensemble aus zwei Wohn- und mehreren Wirtschaftsgebäuden, die zum Teil baulich erweitert und verbunden wurden, wird seit September 2013 von einem Zusammenschluss mehrerer Betriebe gewerblich und gastronomisch genutzt. Der in der größten der vormaligen Scheunen eingerichtete zweistöckige Festsaal war im November 2013 Drehort für eine Folge der Serie 4 Hochzeiten und eine Traumreise, das Landgut diente außerdem auch als Kulisse für weitere Film- und Fotoproduktionen. Neben Hochzeiten und Marketing-Veranstaltungen der Lingentaler Betriebe findet im Landgut Lingental ein breites Spektrum von kulturellen Veranstaltungen statt, darunter Jazz-, Rock- und Klassik-Konzertreihen. Die beiden Restaurants des Landguts haben innerhalb kürzester Zeit überregionale Bekanntheit erlangt. Küchenchef im Gourmet-Restaurant oben ist Robert Rädel, der 2013 Finalist beim Wettbewerb Koch des Jahres war und dessen Küche der Guide Michelin in den Ausgaben 2015 und 2016 mit einem Stern prämiert hat.